# Jahoc
Jahoc en albanais et Jahoc en serbe latin (en serbe cyrillique : Јахоц) est une localité du Kosovo située dans la commune/municipalité de Gjakovë/Đakovica, district de Gjakovë/Đakovica (Kosovo) ou de Pejë/Peć (Serbie). Selon le recensement kosovar de 2011, elle compte 553 habitants, tous albanais.

## Histoire
Sur le territoire du village se trouve un site archéologique dont les vestiges remontent aux Ier-IVe siècles, ainsi qu'une église du Moyen Âge ; ces deux ensembles sont proposés pour une inscription sur la liste des monuments culturels du Kosovo.

## Démographie

### Évolution historique de la population dans la localité
| 1948 | 1953 | 1961 | 1971 | 1981 | 1991 | 2011 |
| ---- | ---- | ---- | ---- | ---- | ---- | ---- |
| 87   | 126  | 189  | 230  | 470  | 615  | 553  |

|  |